# Lichaamstaal

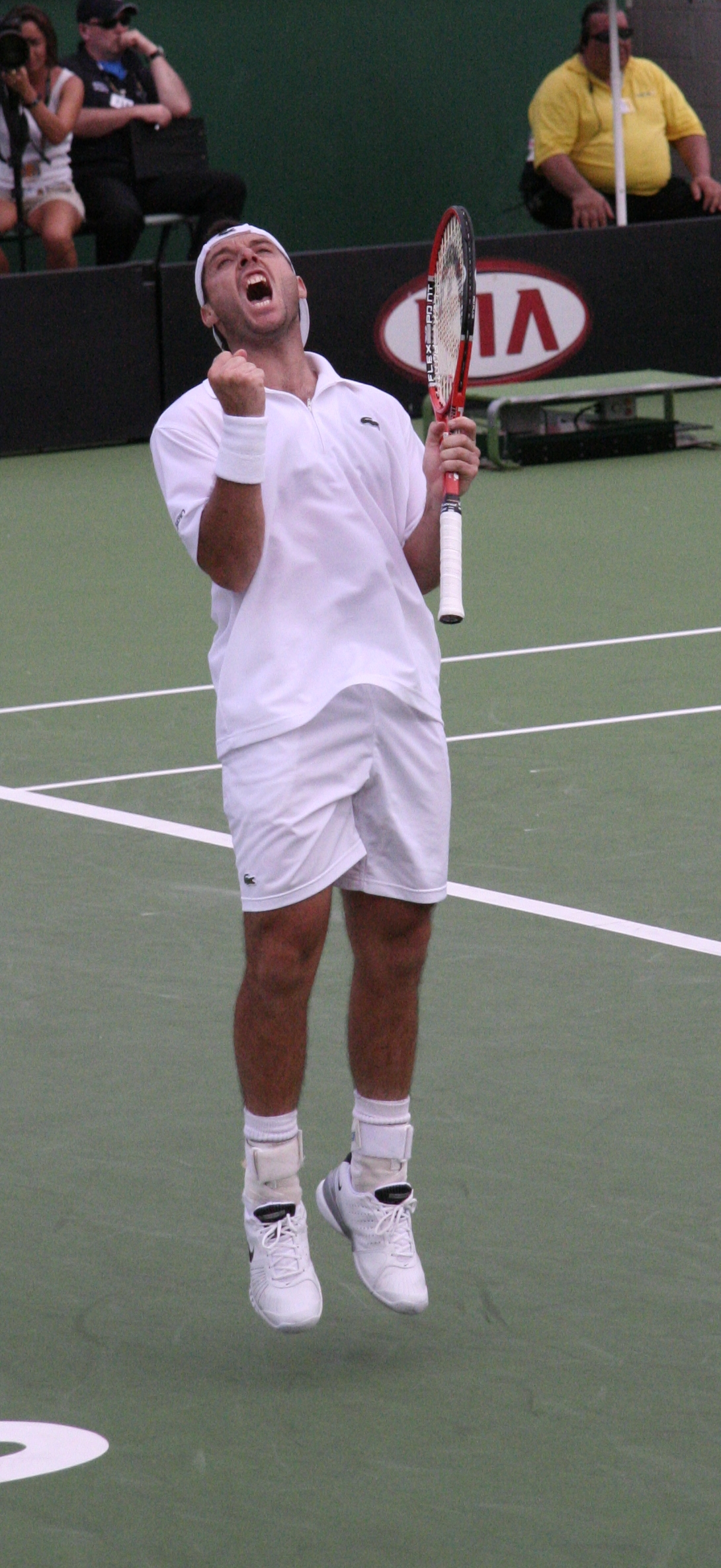
Tennisser Sébastien Grosjean uit zijn vreugde na een gewonnen wedstrijd tijdens de Australian Open 2007

Lichaamstaal is het geheel van communicatieve boodschappen dat door middel van gebaren, mimiek, lichaamshouding, stemgeluid en oogcontact wordt overgebracht. Het is een vorm van non-verbale communicatie die net zoals gesproken of geschreven taal veel inhoudelijke informatie kan overbrengen. Het is een belangrijke communicatievorm bij onderlinge relaties, omdat emoties veelal non-verbaal worden overgebracht. Lichaamstaal lezen, interpreteren en (helpen) verwoorden is veelal de eerste stap richting contact waarna de communicatie op een andere manier verder vorm kan krijgen.

## Geschiedenis
Mensen zijn zich in de loop van de geschiedenis ervan bewust geworden, dat zij met hun lichaamstaal konden communiceren en hebben het gebruik ervan verfijnd. De mudra uit de Indiase cultuur is daar een voorbeeld van, maar ook in het oude Griekenland werd al pantomime gespeeld.

## Meer dan woorden
Lichaamstaal gaat tijdens een gesprek meestal onbewust, stemtaal of paralinguïstiek en lichaamstaal vullen elkaar bij het voeren van een gesprek aan. Het maken van een gebaar daarentegen is een vorm van lichaamstaal, die wel bewust gaat, en gebarentaal is een aparte vorm van communicatie. Spiegelen is een vorm van lichaamstaal, die weer meestal onbewust gaat. 
Wij vertellen elkaar tijdens ons contact veel meer dan met alleen woorden. We brengen zonder woorden zeggen al veel van onze gevoelens aan de ander over: wie ben ik, wat vind ik van jou, hoe is onze relatie en wat bedoel ik eigenlijk met wat ik zeg. Het gaat er dan niet precies om wat we zeggen, maar meer om wat we erbij voelen. Gevoelens zijn moeilijk onder woorden te brengen, we maken elkaar  gemakkelijker door middel van lichaamstaal duidelijk wat we precies bedoelen dan met woorden. Zo wordt het duidelijk of er bijvoorbeeld een onderliggende betekenis is bij wat we zeggen, en hoe we met de ander in relatie staan. Lichaamstaal is daarom belangrijk bij het leggen van alle soorten contacten.
Net als bij gesproken taal zijn ook bij lichaamstaal misverstanden mogelijk. Als de ander bijvoorbeeld tijdens een gesprek geeuwt, interpreteren we dat gemakkelijk als een gebrek aan interesse, maar het kan ook dat de gesprekspartner een slapeloze nacht achter de rug heeft.
Lichaamstaal vraagt daarom ook een juiste, voorzichtige, interpretatie, waarbij rekening wordt gehouden met de omstandigheden. Dat is zeker het geval sedert het einde van de 20e eeuw dat meer en meer informatie via internet en andere publicaties over lichaamstaal wordt verspreid. Sollicitanten 'weten' nu hoe hun lichaamstaal zelfzekerheid kan uitdrukken, hoe ze 'geïnteresseerd' kunnen overkomen.

## Onderzoek
Albert Mehrabian onderzocht in de jaren 60 menselijke contaminatie bij Amerikanen en onderstreepte het belang van lichaamstaal bij de communicatie van gevoelens en houdingen. Naargelang de consistentie tussen de boodschap en lichaamstaal van de spreker onderscheidde hij een andere waarde van een boodschap voor de luisteraar. Hij kende de verschillende aspecten van lichaamstaal een percentage toe: 7% aan de woorden Verbal Liking, 38% aan stemgeluid en intonatie Vocal Liking en 55% aan mimiek Facial Liking. 
Voorzichtigheid is geboden bij het overnemen van deze bevindingen voor niet-emotionele communicatie, voor hedendaags communiceren en voor niet-Amerikaanse onderzoeksgroepen. Men dient er rekening mee te houden dat deze en andere vergelijkingen met betrekking tot het relatieve belang van non-verbale communicatie ten opzichte van verbale communicatie uit experimenten is afgeleid, die betrekking hadden op de interpretatie van de lichaamstaal van de spreker en de gevoelens van de luisteraar, dat wil zeggen op diens voorkeur en afkeer.